# Torpille DTCN F17
Pour les articles homonymes, voir F17.
La torpille DTCN F17 ou F17 est la première torpille lourde filoguidée conçue en France et utilisée par la Marine nationale. Ayant succédé à la torpille DTCN L5, elle est fabriquée par la Direction des constructions navales et est exportée en Espagne et en Arabie saoudite. Elle a été retirée du service en France en 2024, remplacée par la torpille F21.

## Historique
La F17 est conçue dans les années 1970 et produite par la Direction des constructions navales dans l'usine de torpilles de Gassin. Elle est améliorée par la suite avec l’introduction de la F-17 mod 2, tandis qu’une variante spéciale pour l’exportation, la F-17P, est également conçue. Son obsolescence technique étant prévue pour 2015, les études pour remplacer la F-17 dans la marine française débutent en 2008 avec le programme Artemis. Celui-ci prend toutefois du retard et les premières torpilles F-21, qui doit remplacer la F-17, ne sont livrées qu’en 2019. En France, la F-17 est retirée du service en 2024, le dernier tir étant effectué le 12 janvier 2024 par le sous-marin Améthyste (S605).

## Description
La F17 est une torpille lourde de 5,91 m de long et 533 mm de diamètre lancée en immersion pour l’attaque de bâtiments de surface. Elle peut être dirigée par filoguidage ou autoguidage acoustique passif. En général, l’arme est lancée en filoguidage tandis que la phase finale d’attaque est réalisé en autonomie avec un guidage acoustique passif. L’opérateur du poste de tir sur la plateforme de lancement peut toutefois basculer à volonté entre les différents modes de guidage.
La F17P est une variante spécialement conçue pour l’exportation et pouvant être lancée aussi bien en immersion qu’en surface. E plus de l’autoguidage acoustique passif, elle dispose d’un module de guidage acoustique actif. Elle a notamment été achetée par l’Arabie saoudite pour ses frégates de classe Al Madinah et par l’Espagne pour ses sous-marins de classe Agosta et Daphné.

## Modèles
- F17 Mod 1 a 5,90 m de longueur et une portée de 20 km à 35 nœuds (65 km/h), sonar passif exclusivement[1] ;
- F17 Mod 2 sortie en 1988, a 5,384 m de longueur et une portée de 20 km à 40 nœuds (74 km/h), sonar actif[1] ;
- F17P Mod 2 sortie en 1988, a 5,620 m de longueur et une portée de 30 km à 35 nœuds (65 km/h). Elle est construite à 300 unités.

De manière expérimentale, elles furent équipées de câbles en fibre optique pour le filoguidage.

## Dotations
- Arabie saoudite pour les frégates de classe Al Madinah
- Espagne pour les sous-marins de classe Agosta
- France, sous-marins SNA et SNLE
- Pakistan pour les sous-marins de classe Agosta